# Julius Smokes
 (mai 2013).
Si vous disposez d'ouvrages ou d'articles de référence ou si vous connaissez des sites web de qualité traitant du thème abordé ici, merci de compléter l'article en donnant les références utiles à sa vérifiabilité et en les liant à la section « Notes et références ».
Julius Smokes est un manager américain de catch, notamment connu pour son travail à la Ring of Honor. Il est aussi apparu à la Major League Wrestling et à la Jersey All Pro Wrestling, entre autres. Son principal fait d'armes est son management de l'équipe The Rottweilers.

## Ring of Honor
Smokes débute à la ROH fin 2002 en tant que manager d'Homicide, alors face à cette époque, lors de la feud de ce dernier contre The Carnage Crew. Un an plus tard, il rejoint The Rottweilers, dont les membres sont Homicide, Grim Reffer, Slugger et Benny Blanco. Mis à part Homicide, l'équipe de parvient pas à captiver les fans, et l'équipe est rapidement mise de côté par la fédération.
Au printemps 2004, lors du début des Havana Pittbulls, ces derniers rejoignent Homice et Julius Smokes pour reformer The Rottweilers, qui fait alors un Heel Turn. Ils seront rejoints par Low Ki. Cette version de l'équipe restera active jusqu'en 2007, année où Homicide ne travaille plus que pour la TNA. Smokes sera retiré de la scène à la suite de cette dissolution.
Le 25 août 2007, Julius Smokes rejoint Jack Evans dans sa Vulture Squad.
Smokes est réapparu depuis à la ROH en manageant Homicide.